# 세묜 부됸니
세묜 미하일로비치 부됸니(러시아어: Семён Миха́йлович Будённый 듣기  (도움말·정보), 1883년 4월 13일~1973년 10월 26일)는 소련의 군인이다. 원수까지 올랐고 스탈린의 오랜 동료이다.

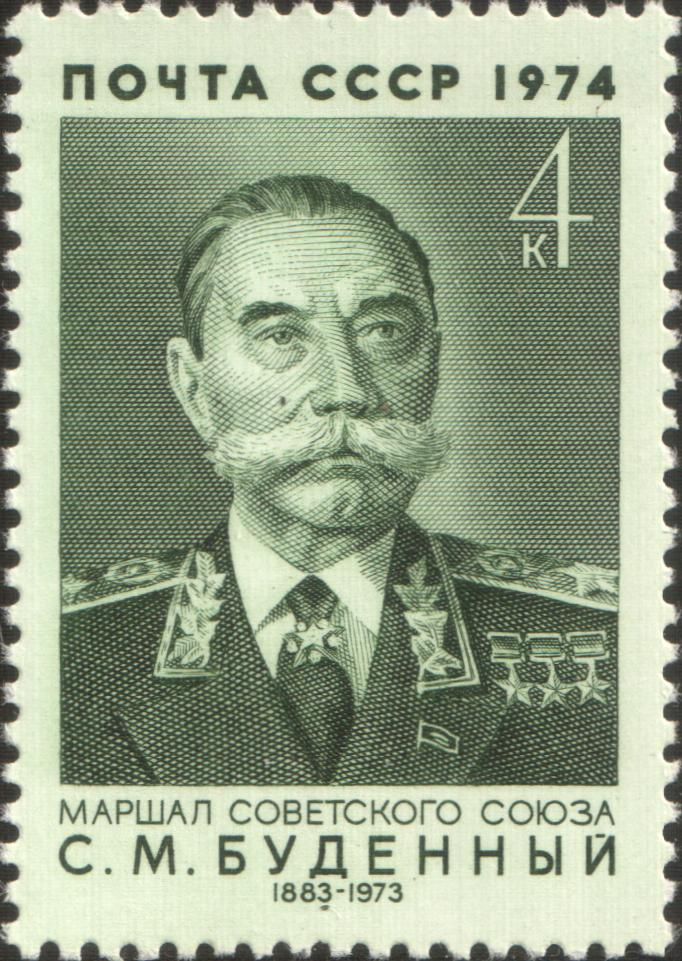
1974년의 부됸니 기념 소련우표

## 생애
그는 러시아 남부에서 태어났다. 1903년까지 농장에서 일하다 러시아 제국 군대에 징집되어 기병으로 1905년 러일 전쟁에 참전했다. 1914년 제1차 세계 대전이 발발했을 때 그는 하사관이었고, 서부전선에서 싸우다 후에 코카서스 지역으로 파견되었다. 여기서 그는 공산주의 사상을 접하고 그 지역 소비에트의 주요인사가 된다.
러시아 내전이 발발하자 붉은 군대의 기병대를 조직하여 반혁명군과 싸웠다. 그의 기병대는 후에 제1기병군이 되고, 러시아 내전에서 붉은 군대의 승리에 큰 역할을 했다. 1919년 볼셰비키당에 가입하고 보로실로프, 스탈린과 친교를 맺었다. 1920년 소련-폴란드 전쟁이 터지자 그는 기병을 이끌고 바르샤바까지 진격하지만 여기서 패하여 후퇴했다.
그는 용감하고 카이젤 수염을 기른 멋장이 지휘관이었으나 현대전에 대해서는 전혀 무지했다. 기마민족인 카작은 아니었지만 기병을 중시했기 때문에 미하일 투하체프스키가 붉은 군대를 기갑부대가 중심이 된 현대화된 군대로 전환하려는 노력에 대해 크게 반대했다. 후에 붉은군대 기병총감이 되었고, 1935년에 계급제도가 부활되자 원수에 임명되었다.
스탈린의 오랜 친구였음에도 불구하고, 대숙청 기간에 그도 다른 원수들과 마찬가지로 체포의 위기에 몰리게 되었지만, NKVD요원들이 사무실을 덮치자 스탈린에게 직통전화를 걸어 위기를 모면했다고 한다. 1939년 제2차 세계 대전이 발발하자, 독소불가침조약의 밀약에 의거해 루마니아의 베사라비아 지방을 점령하는 소련군 부대를 이끌었다. 1940년 겨울전쟁에 참전하여 야전군을 지휘했지만, 참패하고 말았다. 그럼에도 불구하고 1940년 국방장관대리까지 오르게 되었다. 그러나 이 자리는 그에게 전혀 적합하지 않은 자리었다.
1941년 바르바로사 작전이 개시되자 그는 소련군 남부 최고사령관 (главком, glavkom)에 올라 우크라이나로 몰려오는 독일 남방집단군과 대결했으나 9월에 우만과 키에프에서 독일군에게 대규모로 포위당했다. 그는 포위당하자 해임되어 비행기로 모스크바로 탈출했지만, 포위된 소련군부대는 150만명의 사상자, 포로를 내는 참극을 빚었다. 그러나 스탈린의 친구였기 때문에 별다른 처벌 없이 지나갔다.
이후 일선에 나서지 않고, 후방의 예비부대에서 근무하다 종전을 맞았다. 기병 전문가답게 그는 자신의 이름을 붙은 부됸니 종의 말을 개발했는데, 이 말은 뛰어난 지구력으로 이름이 높다. 소련군이 러시아 내전때부터 겨울전쟁까지 착용했던 제복인 부됸노프카 (Будённовка)도 그의 이름을 따 붙여졌다.